# インドワイン

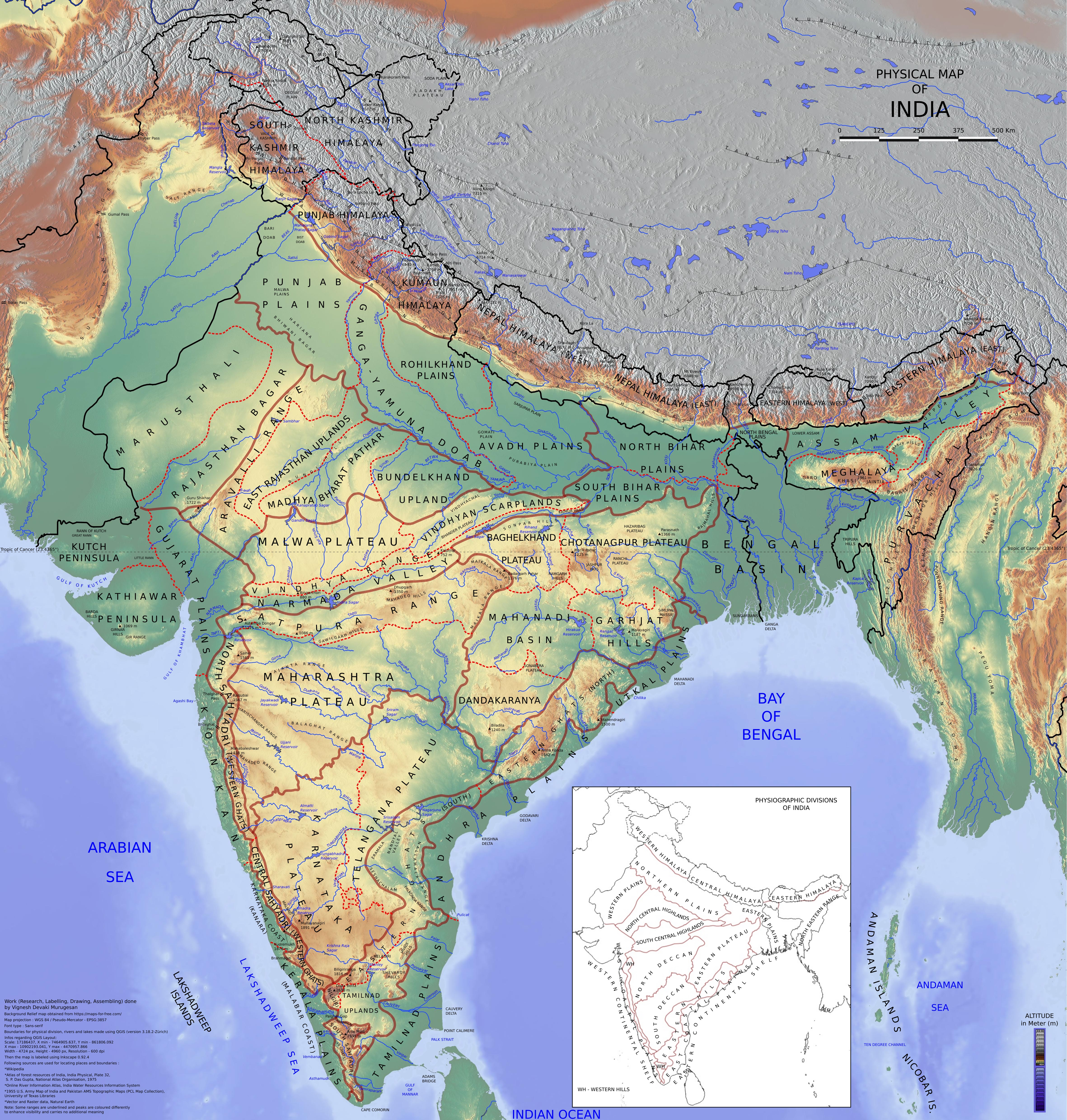
IND全図。ワインの主要生産地は国土の西南部のマハーラーシュトラ州。

インドワインとは、インド国内で生産されているワインを指す。

## 概要

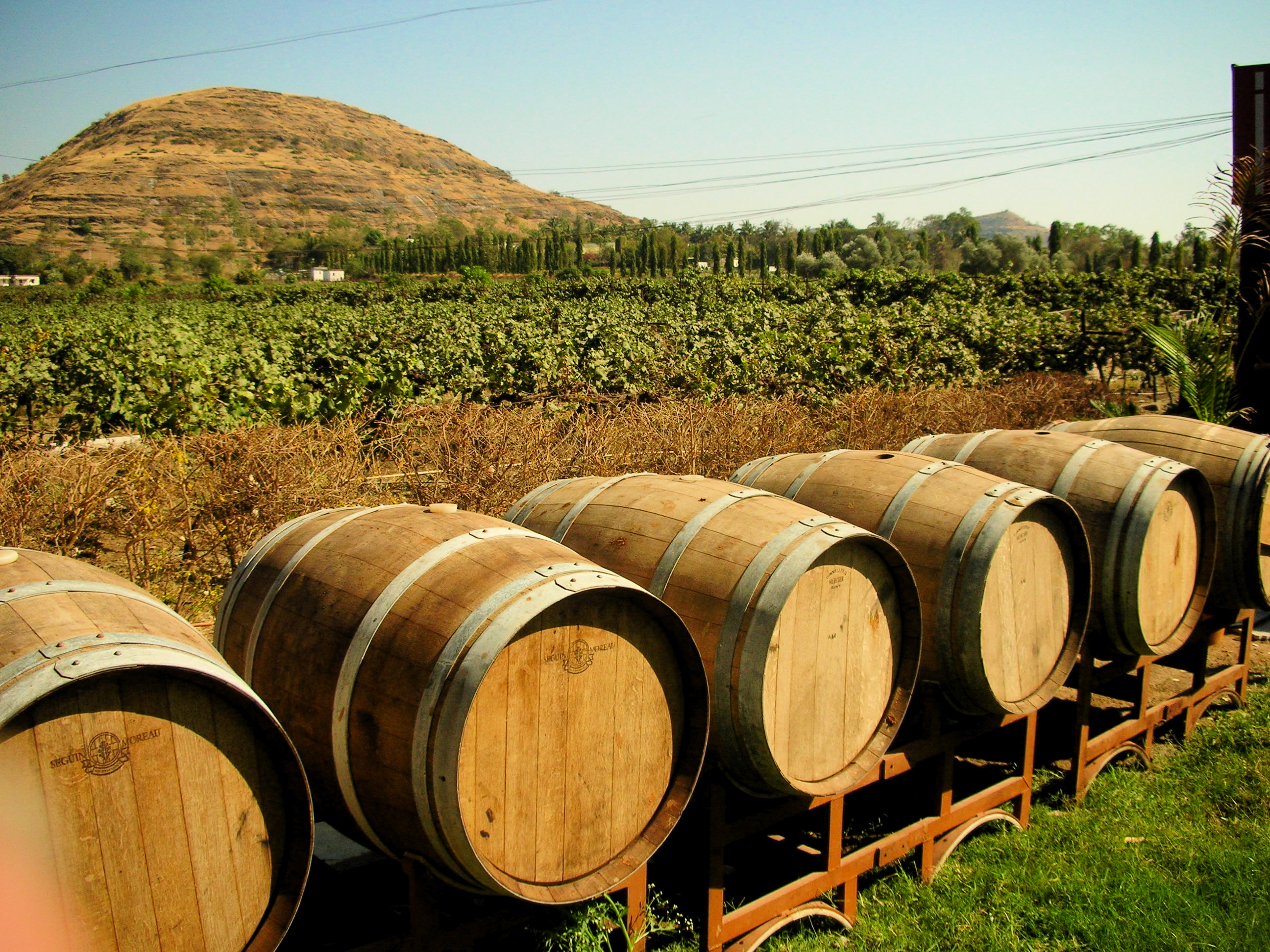
プネーのワイン農場

今日のインドにおける一人あたりのワイン消費量は9mlである。インドのブドウ栽培には長い歴史があり、その始まりはインダス文明の時代、ペルシアからブドウが持ち込まれた時期にまで遡る。 アルコール飲料の生産はインドの歴史のほぼすべてを通じて見られるものの、ワインの生産はポルトガルとイギリスによる植民地支配の時代に特に奨励された。19世紀末、禁酒令に伴う禁酒運動に引き続き、ブドウネアブラムシの繁殖がインドワイン産業に大きな打撃を与えた。大英帝国から独立すると、インド憲法は、政府の目的の一つに禁酒があることを宣言した。複数の州において禁酒が進み、インド政府はワイン農場を食用ブドウやレーズンの生産へと転換することを奨励した。1980年代から1990年代には、国際的な影響からインドワイン産業の復活が起き、増加する中産階級においてアルコール飲料に対する需要が増え始めた。21世紀に入り、需要は1年に20～30％の割合で増加している。

## 歴史

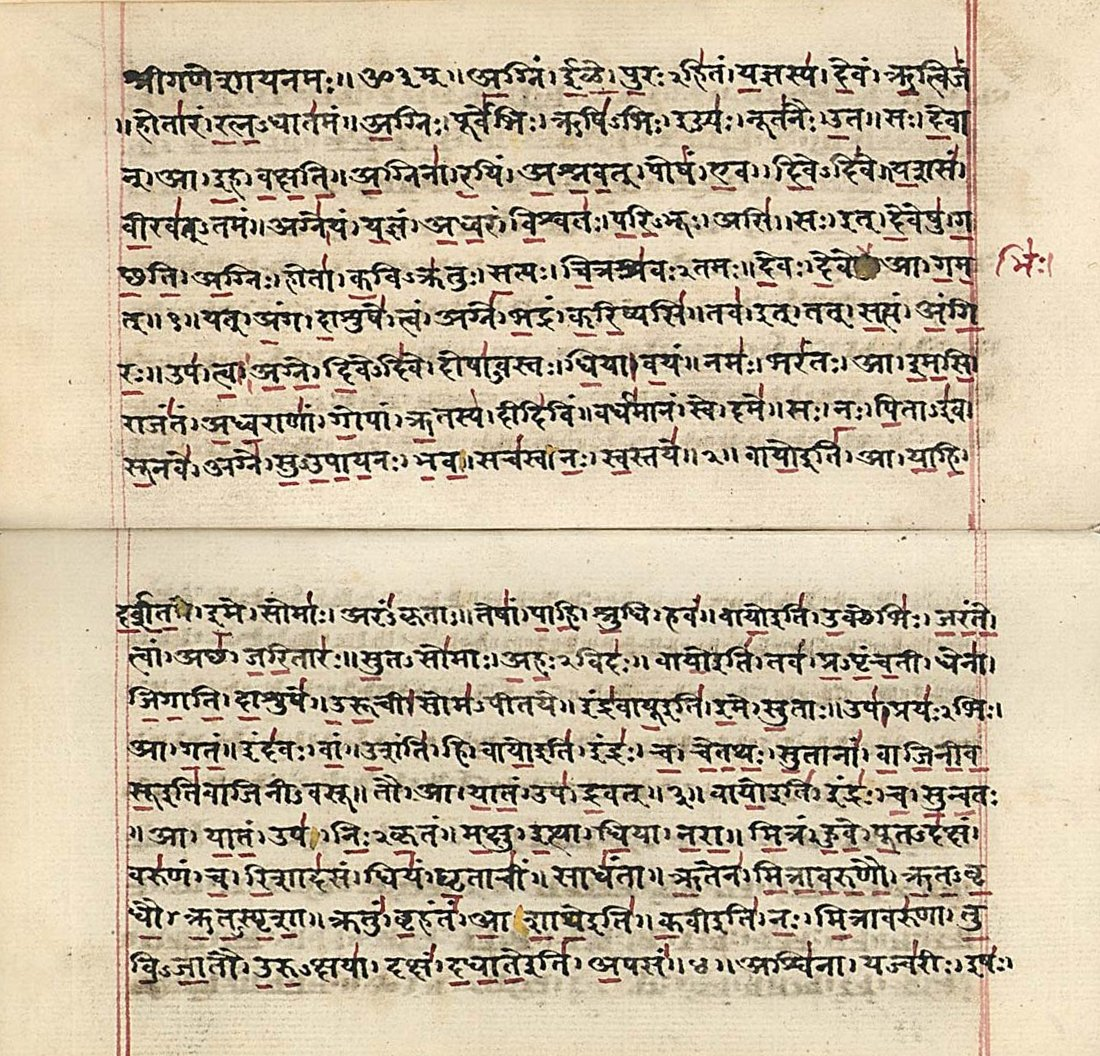
リグ・ヴェーダの複写本、19世紀

ワイン生産は紀元前4世紀頃、ペルシア人商人によりインドに持ち込まれたと考えられている。歴史学者は、持ち込まれた当初のブドウ栽培は、アルコール飲料の生産よりも食用ブドウもしくはグレープジュースを生産することが主目的であったと考えている。ヴェーダ時代の紀元前2000年～1000年にはアーリア人部族が酔う作用のある飲料を愛飲していることで知られており、この飲料が現代のワインのようなものであったと考えられる。ヴェーダの宗教書では、少なくとも1つのワインと関連性のあるアルコール飲料、スラーが述べられており、これははちみつとともに醗酵させたライスワインの一種であると考えられる。ブドウを原料にしたワインの最初の言及は紀元前4世紀後半、マウリヤ朝の王チャンドラグプタの食事を提供していたカウティリヤの記述に見られる。カウティリヤは自身の著書において、アルコールの使用を非難している一方で、王と彼の側近がマードゥ（Madhu）として知られるブドウ酒の一種に耽溺していることを記録している。マウリヤ朝時代の祝祭時の飲料としてKinvahが記述されている。
時代を経るに従い、ワインはクシャトリヤもしくは貴族階級の特権的な飲料となった一方で、低いカーストの者はコムギ、オオムギ、雑穀から作るアルコール飲料を摂取することが多かった。イスラーム教国家であったムガル帝国の下では、イスラム教の飲食に関する規則に従いアルコール飲料は禁止された。しかし、少なくともジャハーンギール帝はブランデーワインを愛飲していたことが報告からわかっている。16世紀、ゴアのポルトガル植民がポートワインを国内に持込み、酒精強化ワインの生産が他の地域にもすぐに広がっていった。ヴィクトリア朝のイギリスによる支配を受け、ブドウ栽培とワイン生産はイギリス植民に対し国内でワインを提供するため生産が強く奨励された。ワイン農場はバーラーマティー、カシミール、スーラト地方に特に重点的に配置された。1883年のカルカッタ国際博覧会では、インドワインは歓迎の催しで展示された。インドのワイン産業は最盛期を迎えていたが、ブドウネアブラムシの爆発的繁殖によりワイン農場経営は衰退に向かった。
19世紀末にワイン産業の衰退が起きてからインドのワイン産業が復活するまでには長い道のりがあった。禁酒運動はインドの多くの州でアルコールが禁止された1950年代に発展、最盛期を迎えた。ワイン農場はブドウ栽培の廃止、もしくは食用ブドウやレーズンの生産へと転換することを奨励された。ゴア州のような地域ではワインの生産を続けていたものの、生産されるワインは通常極めて甘口でアルコール度数も高かった。現代のインドワイン産業の転換点は1980年代初頭、ゴア州でトニアグループが設立されたことにある。フランスのワインメーカーの援助を受け、トニアグループはカベルネ・ソーヴィニヨン、シャルドネ、ピノ・ブラン、ピノ・ノワール、ユニ・ブランといった品種のヨーロッパブドウの輸入を始め、通常のワインとスパークリングワインの生産の両方を開始した。増加する中産階級の出現がインドのワイン産業の成長と発展を促し、他のワイナリーもトニアグループの動きに続いた。

## 気候と地理

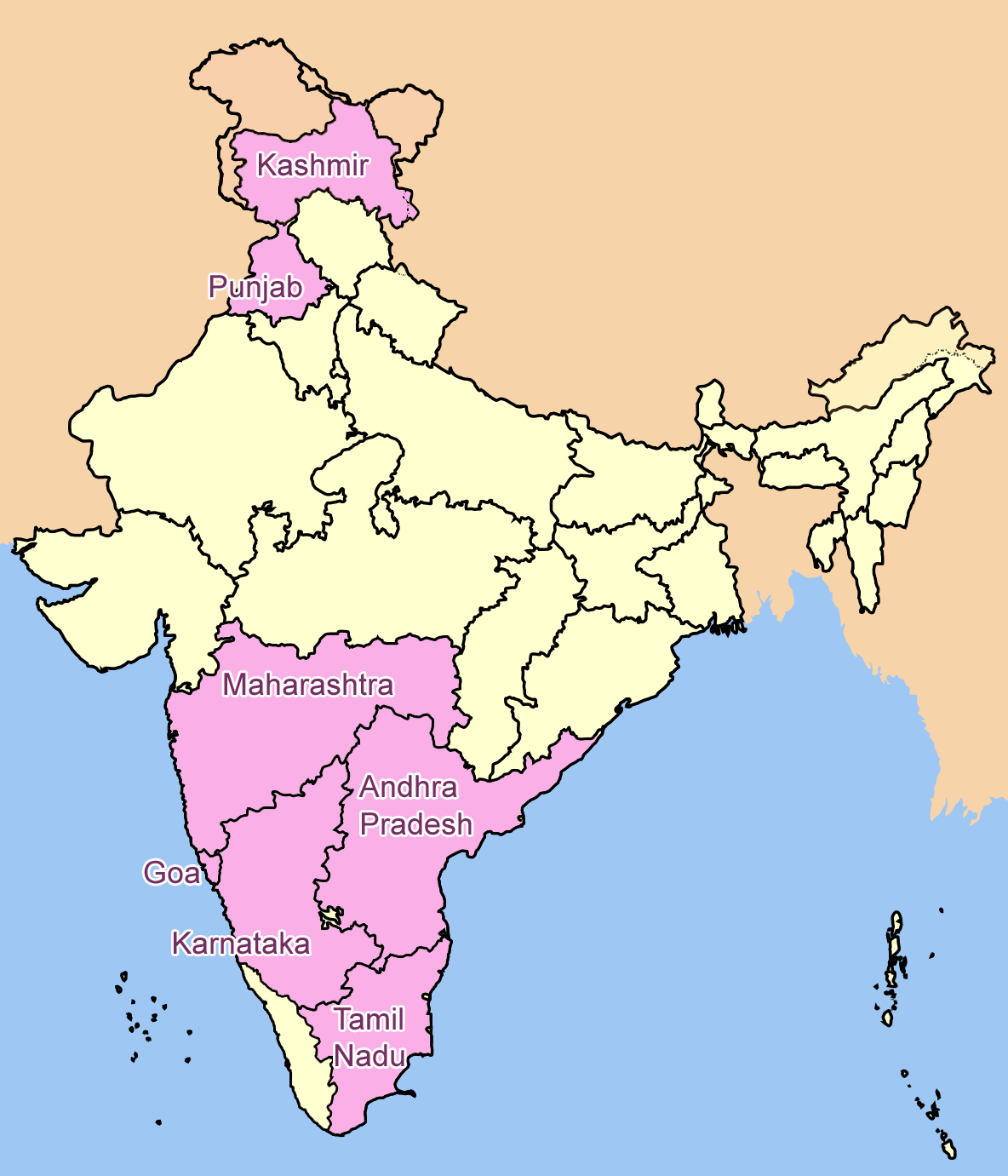
インド国内のワインの主な生産地域。北はカシミールやパンジャーブ州、南はマハーラーシュトラ州、アーンドラ・プラデーシュ州、タミル・ナードゥ州、カルナータカ州、ゴア州まで広がっている。

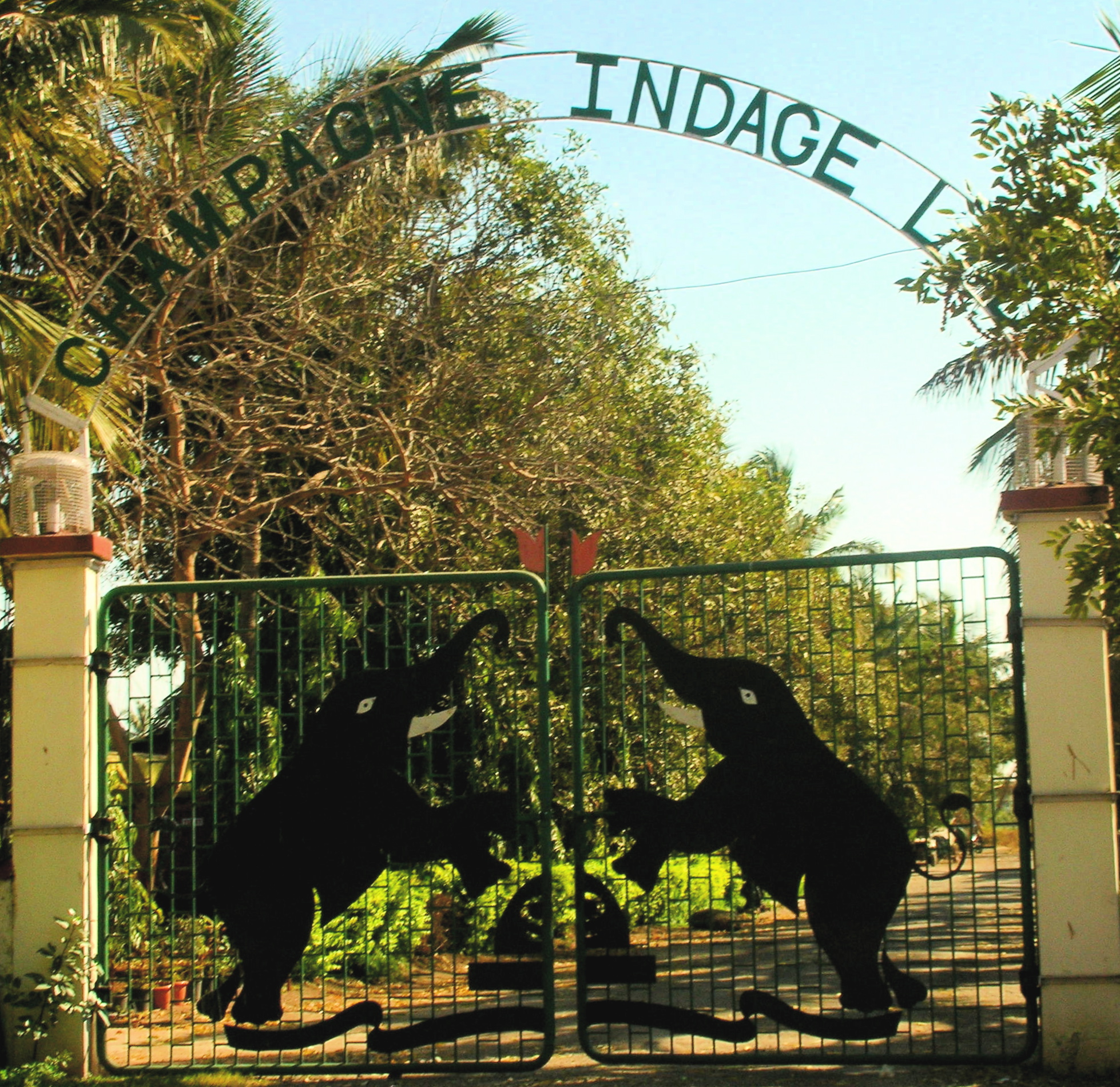
シャトー・インダージュの入口

インド亜大陸の大部分はブドウ栽培に適した土地ではないものの、気候の多様性の大きさや地質の面ではワインメーカーの成長に適した生育環境が存在する。インドでは夏季に向かって気温が極めて高くなり、モンスーンが襲来する傾向にある。インドのワイン生産地域の多くが熱帯気候に分類される。従って、冷涼な空気と熱風からの保護のため、ブドウは標高の高い斜面や丘陵地で栽培されることが多い。インドのワイン農場の標高はカルナータカ州で平均約200m、マハーラーシュトラ州で約300m、西ガーツ山脈の斜面で約800m、カシミール地方で約1000mとなっている。夏季の気温は最高で45°Cまで上昇し、冬季の最低気温は8°Cまで低下する。6月～8月までの成長期の間には、平均降水量は625～1,500mmに達する。

## 生産地域
インドのワイン農場はパンジャーブ州北西部の温暖な気候の地域から、タミルナードゥの南部地域まで広がっている。インドの大規模ワイン生産地域はバンガロール付近のマハーラーシュトラ州、カルナータカ州や、アーンドラ・プラデーシュ州、テランガーナ州にある。マハーラーシュトラ州内では、ワイン農場はデカン高原やバラマティー、ナーシク、プネー、サーングリー県、ソーラープル県などの周辺地域に設立された。国内の東部地域は高い温度と湿度によりブドウ栽培活動が制限されている。

## ブドウ栽培とワイン
インド国内のワイン生産地域は気温、湿度ともに高く、ワイン農場で生産するブドウは様々な品種を選択することが可能である。葉の覆う部分を増やしうどんこ病を引き起こしやすい地上から隔離するため、ブドウのつるは竹やパーゴラのワイヤーに這わせる事が多い。ブドウの葉は果実を日光から守り、パーゴラによる配置はつるの密集をさけ、通気性を良くする効果がある。灌漑はインドのワイン生産地域の大部分において重要事項であり、1980年代以降は点滴灌漑が広く使用されている。熱帯気候は年間を通し頻繁な枝打ちが必要となる高い生産性をもたらす。ブドウの収穫は通常2月に手作業で行う。タミル・ナードゥやカルナータカ州、アーンドラ・プラデーシュ州のような極めて温暖なワイン生産地域では、1年に2回ブドウの生産、収穫が可能である。
インドは複数の在来食用ブドウ品種の生まれた土地であり、これらのブドウはAnabeshahi、Arkavati、Arkashyamではワイン生産にも一般的に利用されている。人気のある国外のブドウ品種としては、バンガロール・ブルー（イサベラ）やGulabi（ブラック・マスカット）等がある。トルコのブドウ、サルタナがインド国内で最も多く栽培されているブドウ品種であり、国内のブドウ農園の全面積60,000haの半分以上を占めている。シャトー・インダージュ（Chateau Indage）が栽培するフランスから輸入したブドウ品種に加えて、ソーヴィニョン・ブラン、ジンファンデル、シュナン・ブラン、クレレット・ブランシュがインドのワイン産業において存在感を高めている。